# Афлатун, Инджи
Инджи Афлатун (Inji Aflatoun, араб. إنجي أفلاطون‎; 16 апреля 1924 — 17 апреля 1989) — египетская художница и активистка женского движения. Она была «ведущей представительницей марксистско-прогрессивно-националистически-феминистского движения в конце 1940-х и 1950-х годах», а также «пионером современного египетского искусства» и «одной из важнейших египетских художников».

## Биография
Афлатун родилась в Каире в 1924 году в традиционной мусульманской семье, которую она описала как «полуфеодальную и буржуазную». Её отец был землевладельцем и энтомологом, а мать обучалась во Франции дизайну одежды и работала в женском комитете Египетского Общества Красного Полумесяца.
Инджи открыла для себя марксизм во Французском лицее Каира. Её наставник по искусству Камель эль-Тельмиссани познакомил её с жизнью и борьбой египетских крестьян. Эль-Тельмиссани был одним из основателей сюрреалистического движения «Группа искусства и свободы», которое оказало влияние на становления Афлатун как художницы.
В 1942 году она вступила в коммунистическую молодёжную группу «Искра». После окончания Университета Фуада I в Каире она вместе с Латифой аль-Зайят выступила членом-учредителем в 1945 году Молодёжного женского союза университетов и институтов (Rabitat Fatayat в jami’a wa al ma 'ahid). В том же году она представляла эту организацию на первой конференции Международной демократической федерации женщин в Париже.
Афлатун написала «Восемьдесят миллионов женщин с нами» (Thamanun milyun imraa ma’ana) в 1948 году и «Мы, египетские женщины» (Nahnu al-nisa al-misriyyat) в 1949 году. Эти популярные политические брошюры увязывали классовое, гендерное и империалистическое угнетение. Она выступила соучредительницей Первого конгресса Совета мира Египта в 1949 году и присоединилась к «Движению друзей мира» (Harakat ansar al salam) в 1950 году.
Она была арестована и тайно заключена в тюрьму во время облавы правительства Насера на коммунистов в 1959 году. После её освобождения в 1963 году Египетская коммунистическая партия была распущена, и художница стала посвящать большую часть своего времени живописи. Позже она заявляла: «Насер, хотя и бросил меня в тюрьму, но был хорошим патриотом».

## Картина
В школе Афлатун любила рисовать, и родители поощряли её таланты. Частный репетитор Камель эль-Тельмиссани познакомил ее с сюрреалистической и кубистической эстетикой, что повлияло на её картины того периода. Она перестала рисовать с 1946 по 1948 год, считая, что то, что она пишет, больше не соответствует ее чувствам.
Её интерес возобновился после посещения Луксора, Нубии и египетских оазисов. Во время этих поездок у неё была возможность «рисовать мужчин и женщин за работой». На протяжении года она училась у швейцарской художницы египетского происхождения Марго Вейон. В течение этого периода она делала отдельные выставки в Каире и Александрии и демонстрировала их на Венецианской биеннале в 1952 году и на Биеннале искусства в Сан-Паулу в 1956 году (тогда же она подружилась с мексиканским художником-муралистом Давидом Альфаро Сикейросом).
Во время своего заключения она могла продолжать рисовать. Её ранние тюремные картины — преимущественно портреты, а позднейшие — пейзажи. В годы после своего освобождения она выставлялась в Риме и Париже в 1967 году, Дрездене, Восточном Берлине, Варшаве и Москве в 1970 году, Софии в 1974 году, Праге в 1975 году, Нью-Дели в 1979 году. Её картины наполнены «живыми мазками насыщенного цвета», напоминая некоторым наблюдателям Ван Гога или Боннара. Ее искусство более поздних лет характеризуется всё более широким использованием больших белых пространств вокруг её форм. Одна коллекция её работ выставлена во дворце Амира Таза в Каире, а другая — в Barjeel Art Foundation в Шардже.

## Наследие
16 апреля 2019 года 95-летие Афлатун было отмечено с помощью дудла Google Doodle.